# Калузька дослідна сільськогосподарська станція
Калузька дослідна сільськогосподарська станція (рос. Калужская опытная сельскохозяйственная станция) — село в Перемишльському районі Калузької області Російської Федерації.
Населення становить 1273 особи. Входить до складу муніципального утворення Село Калузька дослідна сільськогосподарська станція.

## Історія
Від 2004 року входить до складу муніципального утворення Село Калузька дослідна сільськогосподарська станція

## Населення
| 2002 | 2010  |
| ---- | ----- |
| 1365 | ↘1273 |